# Doncières
Doncières – miejscowość i gmina we Francji, w regionie Grand Est, w departamencie Wogezy.
Według danych na rok 1990 gminę zamieszkiwały 124 osoby, a gęstość zaludnienia wynosiła 16 osób/km² (wśród 2335 gmin Lotaryngii Doncières plasuje się na 921. miejscu pod względem liczby ludności, natomiast pod względem powierzchni na miejscu 766.).